# روبرت لين كارول
روبرت لين كارول (بالإنجليزية: Robert L. Carroll)‏ هو إحاثي أمريكي، ولد في 5 مايو 1938 في كالامازو في الولايات المتحدة.